# The Bespoke Overcoat
The Bespoke Overcoat ('De op maat gemaakte mantel') is een Britse kortfilm uit 1956, geregisseerd door Jack Clayton. De film is gebaseerd op een gelijknamig toneelstuk uit 1953 van Wolf Mankowitz en is een bewerking van Nikolaj Gogols korte verhaal De mantel.

## Verhaal
Kleermaker Morrie volgt de kist van zijn vriend Fender naar de begraafplaats. Hij draagt een mantel in zijn armen, die hij op de kist in het graf gooit. Terug in zijn atelier voelt hij zich verantwoordelijk voor de dood van Fender. Plotseling verschijnt Fender als een geest.
Fender vertelt wat er is gebeurd: Fender is een eenvoudige klerk bij het kledingbedrijf Ranting. Hij werkt er al 43 jaar. Hij heeft het koud tijdens het werken. Fender heeft een versleten jas. Zijn baas Ranting raadt hem aan een nieuwe jas te kopen. Fender stelt voor dat hij een van de jassen van het bedrijf koopt en zijn loon gebruikt om de jas geleidelijk te betalen. Ranting zegt dat een jas 20 pond kost en dat Fender in het resterende deel zijn leven niet zoveel zal verdienen en de jas dus nooit kan afbetalen. Fender moet hem daarin gelijk geven.
Fender gaat naar zijn vriend Morrie en wil zijn oude jas laten repareren. Morrie zegt dat dat niet meer kan en biedt aan om voor tien pond een nieuwe jas voor hem op maat te maken. Fender is blij en kiest de stof voor de jas. Na enige tijd, als de jas bijna af is, wordt Fender zonder speciale reden ontslagen door Ranting. Fender is ten einde raad. Hij gaat naar Morrie en vertelt hem dat hij de bestelling moet annuleren omdat hij is ontslagen. Hij gaat verdrietig naar huis. Liggend in zijn bed denkt hij aan zijn jas en aan zijn baas, en sterft kort daarna.
Fender vindt dat Ranting hem, na het ontslag na 43 jaar te hebben gewerkt, iets verschuldigd is. Met Morrie gaat hij naar Rantings magazijn. Morrie vraagt of hij als geest door de muur naar binnen kan gaan, maar Fender gaat via de deur. Fender kiest een lamswollen jas, terwijl hij beseft dat de mantel van Morrie kwalitatief beter is. Fenders geest heeft nu rust gevonden. Fender vraagt Morrie om voor hem te bidden. Wanneer Fender is verdwenen, zet Morrie zijn keppeltje op en bidt voor Fender.

## Rolverdeling
| Acteur        | Personage |
| ------------- | --------- |
| Alfie Bass    | Fender    |
| David Kossoff | Morrie    |
| Alan Tilvern  | Ranting   |

## Prijzen en nominaties
De film ontving de prijs voor beste kortfilm op het filmfestival van Venetië in 1955. In 1956 werd Alfie Bass genomineerd voor een BAFTA voor beste Britse acteur. De film won in 1957 een Oscar voor beste kortfilm.